# Thymophylla
Thymophylla är ett släkte av korgblommiga växter. Thymophylla ingår i familjen korgblommiga växter.
Kladogram enligt Catalogue of Life:
| Thymophylla | \| \| Thymophylla acerosa \| \| \| \| \| \| Thymophylla aurantiaca \| \| \| \| \| \| Thymophylla aurea \| \| \| \| \| \| Thymophylla concinna \| \| \| \| \| \| Thymophylla gentryi \| \| \| \| \| \| Thymophylla gypsophila \| \| \| \| \| \| Thymophylla micropoides \| \| \| \| \| \| Thymophylla mutica \| \| \| \| \| \| Thymophylla pentachaeta \| \| \| \| \| \| Thymophylla setifolia \| \| \| \| \| \| Thymophylla tenuifolia \| \| \| \| \| \| Thymophylla tephroleuca \| \| \| \| |
|             | \| \| Thymophylla acerosa \| \| \| \| \| \| Thymophylla aurantiaca \| \| \| \| \| \| Thymophylla aurea \| \| \| \| \| \| Thymophylla concinna \| \| \| \| \| \| Thymophylla gentryi \| \| \| \| \| \| Thymophylla gypsophila \| \| \| \| \| \| Thymophylla micropoides \| \| \| \| \| \| Thymophylla mutica \| \| \| \| \| \| Thymophylla pentachaeta \| \| \| \| \| \| Thymophylla setifolia \| \| \| \| \| \| Thymophylla tenuifolia \| \| \| \| \| \| Thymophylla tephroleuca \| \| \| \| |
|             | Thymophylla acerosa |
|             | |
|             | Thymophylla aurantiaca |
|             | |
|             | Thymophylla aurea |
|             | |
|             | Thymophylla concinna |
|             | |
|             | Thymophylla gentryi |
|             | |
|             | Thymophylla gypsophila |
|             | |
|             | Thymophylla micropoides |
|             | |
|             | Thymophylla mutica |
|             | |
|             | Thymophylla pentachaeta |
|             | |
|             | Thymophylla setifolia |
|             | |
|             | Thymophylla tenuifolia |
|             | |
|             | Thymophylla tephroleuca |
|             | |

## Bildgalleri

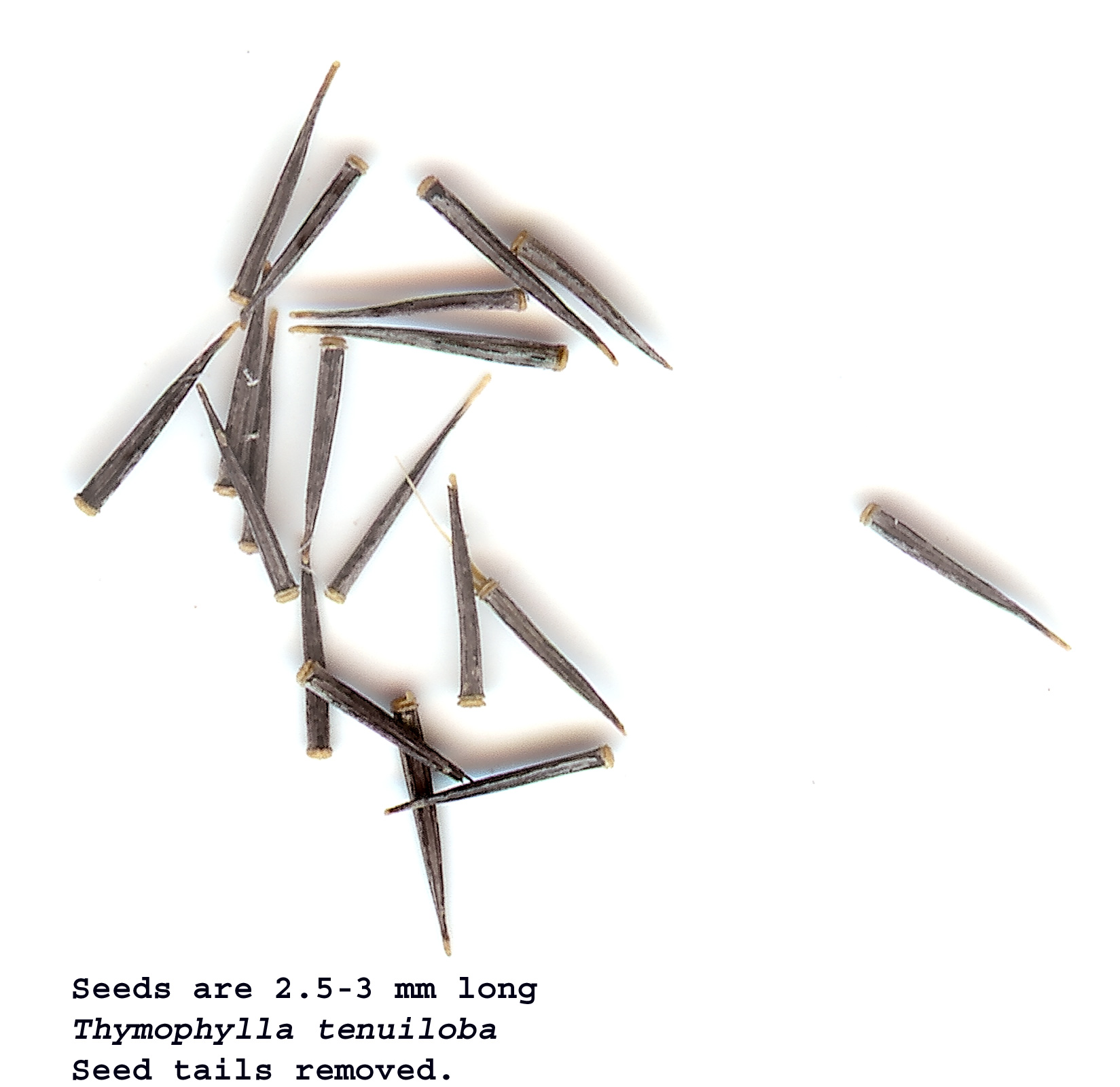